# Eleições municipais em Vitória em 1985
As eleições municipais em Vitória em 1985 ocorreram em 15 de novembro, como parte das eleições em 201 municípios nos 23 estados brasileiros e nos territórios federais do Amapá e Roraima. Foi a primeira eleição da Nova República e a primeira onde os vitorienses escolheram seu alcaide pelo voto direto desde Solon Borges Marques em 1962.

## Resultado da eleição para prefeito
Foram apurados 101.837 votos nominais, assim distribuídos:
| Candidatos a prefeito de Vitória | Candidatos a vice-prefeito          | Número | Coligação                    | Votação | Percentual |
| -------------------------------- | ----------------------------------- | ------ | ---------------------------- | ------- | ---------- |
| Hermes Laranja PMDB              | Antônio Pelaes PMDB                 | 15     | PMDB (sem coligação)         | 45.629  | 44,81%     |
| Vitor Buaiz PT                   | Kleber Perini Frizzera PT           | 13     | PT, PCdoB                    | 28.287  | 27,78%     |
| Chrisógono Cruz PDS              | José Manuel Nogueira de Miranda PDS | 11     | União Democrática (PDS, PMN) | 26.515  | 26,04%     |
| Jairo Araújo Régis PCB           | Maria de Fátima Santos Machado PCB  | 23     | PCB (sem coligação)          | 1.084   | 1,06%      |
| Amúlio Finamore Filho PSC        | Edson Sampaio PSC                   | 20     | PSC (sem coligação)          | 322     | 0,32%      |
| Fontes:                          |                                     |        |                              |         |            |